# Jumellea cyrtoceras
Jumellea cyrtoceras är en orkidéart som beskrevs av Rudolf Schlechter. Jumellea cyrtoceras ingår i släktet Jumellea och familjen orkidéer. Inga underarter finns listade i Catalogue of Life.